# Łączyno
Łączyno (kaszub. Łątczëno) – wieś w  Polsce, położona w województwie pomorskim, w powiecie kartuskim, w gminie Stężyca.
Wieś leży na obszarze Kaszubskiego Parku Krajobrazowego, w bliskim sąsiedztwie Jeziora Raduńskiego Dolnego (zatoka jeziora zwana Jeziorem Łączyńskim). 
| SIMC    | Nazwa            | Rodzaj                 |
| ------- | ---------------- | ---------------------- |
| 0173864 | Łączyński Młyn   | część wsi (do 2023 r.) |
| 0173870 | Wygoda Łączyńska | część wsi (do 2022)    |

Łączyno 31 grudnia 2014 r. miało 367 stałych mieszkańców, z których 288 osób mieszka w głównej części miejscowości. Wieś jest siedzibą sołectwa Łączyno, w którego skład wchodzą również Wygoda Łączyńska i Łączyński Młyn.
Przez Łączyno prowadzi turystyczny Szlak Wzgórz Szymbarskich. Po drugiej stronie przesmyku stanowiącego Bramę Kaszubską i dzielącego oba jeziora Raduńskie znajduje się stacja limnologiczna Uniwersytetu Gdańskiego, zaś przesmykiem przebiega trasa drogi wojewódzkiej nr 228. W kierunku północnym od wsi znajduje się półwysep Hel – na wysokości 32,2 m nad taflą jeziora, długości 1,6 km i szerokości 200 m, oddzielający zatokę Jezioro Łączyńskie od Jeziora Raduńskiego Dolnego.
Wieś szlachecka położona była w II połowie XVI wieku w powiecie mirachowskim województwa pomorskiego. W latach 1975–1998 miejscowość administracyjnie należała do województwa gdańskiego.